# Enzo Weber

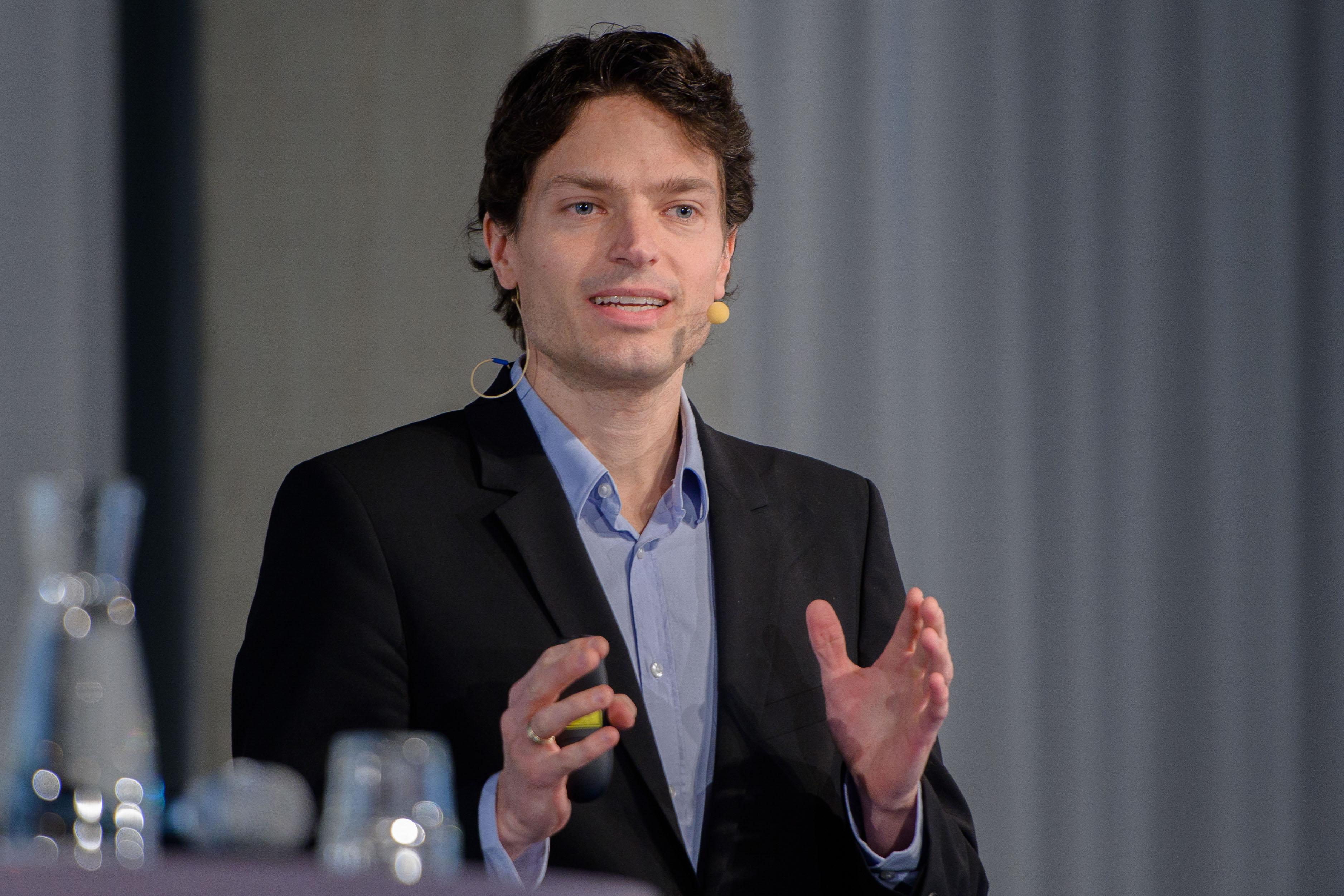
Enzo Weber, 2019

Enzo Weber (* 1980 in Berlin) ist ein deutscher Wirtschaftswissenschaftler. Seit 2011 ist er als Forschungsbereichsleiter am Institut für Arbeitsmarkt- und Berufsforschung (IAB) in Nürnberg tätig und zudem Lehrstuhlinhaber an der Universität Regensburg.
Zu seinen Forschungsgebieten gehören Makroökonomik, Arbeitsmarkt, Konjunktur, Prognose, Finanzmärkte, internationale und monetäre Ökonomie sowie Ökonometrie. Er entwickelte u. a. das IAB-Arbeitsmarktbarometer und das European Labour Market Barometer.

## Werdegang
Weber studierte Volkswirtschaftslehre und promovierte 2007 an der Freien Universität Berlin. Dort war er wissenschaftlicher Mitarbeiter von Jürgen Wolters. Zudem war er Mitglied des Sonderforschungsbereiches 649 „Ökonomisches Risiko“ der Humboldt-Universität zu Berlin sowie Gastforscher am Japan Center for Economic Research. Nach einem Wechsel an die Universität Mannheim wurde er 2009 als Juniorprofessor an die Universität Regensburg berufen.
Seit 2011 ist Weber Leiter des Forschungsbereichs „Prognosen und gesamtwirtschaftliche Analysen“ am Institut für Arbeitsmarkt- und Berufsforschung und Inhaber des Lehrstuhls für Empirische Wirtschaftsforschung an der Universität Regensburg. Zudem ist er Research Fellow am Institut für Ost- und Südosteuropaforschung und bei Berlin Economics.

## Mitgliedschaften und Auszeichnungen
Enzo Weber ist Mitglied im Wirtschaftspolitischen Beirats beim SPD-Parteivorstand, BDA-Digitalrat, Wissenschaftlichen Beirat des Wirtschaftsforums der SPD, Wissenschaftlichen Beirat des Bundesverband mittelständische Wirtschaft, Wissenschaftlichen Beirat der Hans-Böckler-Stiftung und in der Nationale Plattform Zukunft der Mobilität.
2008 erhielt Enzo Weber den Ernst-Reuter-Preis der Ernst-Reuter-Gesellschaft. Von Capital wurde er 2019 in die Junge Elite – die Top 40 unter 40 – gewählt. Im Handelsblatt-Ranking 2017 U40 nahm er Platz 20 ein. Im F.A.Z.-Ökonomenranking 2018 wird er auf Platz 27 geführt. Auf der LABOR.A 2018 der Hans-Böckler-Stiftung wurde Webers Vorschlag der „Digitalen Sozialen Sicherung“ als beste Idee ausgezeichnet.

## Beiträge zu öffentlichen Debatten
In Folge der Digitalisierung erwartet Weber keinen Beschäftigungseinbruch in Deutschland. Er hält aber eine umfassende Weiterbildungspolitik für notwendig. Zudem sieht er Jobs in den Schwellenländern von der Robotisierung stark negativ betroffen.  Mit dem Konzept der „Digitalen Sozialen Sicherung“ (DSS) schlägt Weber vor, soziale Absicherung von Plattformarbeitern digital über einen in die Plattformen integrierten Mechanismus zur Zahlung von Sozialversicherungsbeiträgen zu organisieren.
Auf seine Analysen geht das von der Bundesregierung formulierte Ziel einer Rücklage im Haushalt der Bundesagentur für Arbeit von 0,65 % des Bruttoinlandsprodukts zurück. Weber spricht sich gegen eine europäische Arbeitslosenversicherung als Individualversicherung aus, argumentiert aber für ein europäisches Budget im Sinne einer Rückversicherung.
Er sieht eine wesentliche Rolle der Hartz-Reformen für den Beginn des deutschen Arbeitsmarktaufschwungs, aber ebenso kritische Entwicklungen wie die Ausweitung des Niedriglohnbereichs und der atypischen Beschäftigung. Weber kommt zu dem Ergebnis, dass die deutlich gewachsene Lohnungleichheit in Deutschland Beschäftigung und Produktivität geschadet hat, und plädiert für angemessene Mindestlöhne. Er plädiert dafür, die Zwangsverrentung von Hartz-IV-Beziehern abzuschaffen und den Vorrang von privaten Rentenansprüchen vor Grundsicherungsleistungen stattdessen durch einen direkten finanziellen Ausgleich zwischen Rentenversicherung und Bund sicherzustellen. Weiterhin warnt er, dass Arbeitsmarktreformen in Rezessionen kurz- und mittelfristig sogar kontraproduktive Wirkungen haben können, wie etwa in Südeuropa während der europäischen Wirtschafts- und Finanzkrise.
Weber geht davon aus, dass die Lohnentwicklung der 2010er Jahre nicht durch die starke Zuwanderung nach Deutschland gedämpft wurde. Er weist darauf hin, dass die hohen Abwanderungsquoten von Ausländern in Deutschland durch gute Integration gesenkt werden müssten, um nachhaltig positive Migrationssalden zu realisieren. Im Zusammenhang mit der Fluchtmigration sieht er großes Potenzial von Investitionen in Sprache und Qualifikation.
In der Corona-Krise schlug Weber finanzielle Förderung von Neueinstellungen vor, die später u. a. als „Restart-Prämie“ umgesetzt wurde. Zudem befürwortet er ein BAföG für Zweitausbildungen und einen Bildungsbonus in der Arbeitslosigkeit sowie eine Förderung von Digitalinvestitionen.

## Sonstiges
Enzo Weber spielt E-Gitarre und Mundharmonika in der Band Wise Noise.

## Veröffentlichungen (Auswahl)
- E. Weber: Industrie 4.0: Wirkungen auf Wirtschaft und Arbeitsmarkt. In: Wirtschaftsdienst. Band 95, 2015, S. 722–723.
- E. Weber: The labour market in Germany: reforms, recession and robustness. In: De Economist. Band 163, 2015, S. 461–472.
- E. Weber: Das Ziel der Vollbeschäftigung in Deutschland: Fern, aber erreichbar. IAB-Kurzbericht, 15/2014.
- R. Tschernig, E. Weber, R. Weigand: Long-run identification in a fractionally integrated system. In: Journal of Business and Economic Statistics. Band 31, 2013, S. 438–450.
- C. Hutter, E. Weber, K. Schmidt, S. Delfs: Neuer Frühindikator für die Entwicklung der Arbeitslosigkeit: Startschuss für das IAB-Arbeitsmarktbarometer. IAB-Kurzbericht, 20/2013.
- E. Weber: Analysing U.S. output and the great moderation by simultaneous unobserved components. In: Journal of Money, Credit and Banking. Band 43, 2011, S. 1579–1597.
- E. Weber: Structural conditional correlation. In: Journal of Financial Econometrics. Band 8, 2010, S. 392–407.
- B. Gehrke, E. Weber: Identifying asymmetric effects of labor market reforms. In: European Economic Review. Band 110, 2018, S. 18–40.
- Merkl, C.; Weber, E. (2020): Raus aus der Neueinstellungskrise! Wirtschaftsdienst, 100, Nr. 7, S. 507–509.